# Renealmia elianae
Renealmia elianae là một loài thực vật có hoa trong họ Gừng. Loài này được Juan C. Ospina và Raúl E. Pozner miêu tả khoa học đầu tiên năm 2013.